# Idiotlåtar
Idiotlåtar er et kassettebånd af Errol Norstedt fra 1989, hvor han primært bruger pseudonymet E. Hitler & Luftwaffe.
De fleste af sangene er humoristiske, men også den instrumental "Heja Ingmar" og de seriøse sange på engelsk "Jaqueline, Jaqueline" og "Rolling Down The Highway" er inkluderet.
Sangen "Tillbaks Till Hawaii" har en alternativ version med på det posthumt udgivne album Dragspelsrock fra 2005. I modsætning til originalen så er det på Dragspelsrock uden kønsord.
På "Tibetansk Runkarsång" synger Errol Norstedts ven Jan-Åke Fröidh.
Sangen "Vacker Folksång" er en parodie på Woody Guthrie.

## Spor
Side A
1. "Pitten Står, Pitten Står, Pitten Flaxar Och Pitten Står" - 03:30
2. "Bert Fjärt I Studion" - 04:06
3. "Far På Vången" 02:32
4. "Meduziansk Essens" - 00:56
5. "Vacker Folksång" - 02:37
6. "Dom E Kueksuegere" - 03:45
7. "Världens Största Kuk" - 03:17
8. "Tibetansk Runkarsång" - 00:48
9. "Partikonferens" - 01:08
10. "Hallå Där, Jag Protesterar" - 03:34
11. "Intelligent Improvisation" - 01:18
12. "På Gottlannd" - 03:39

Side B
1. "Tillbaks Till Hawaii" - 02:43
2. "Stanley & Livingstone" - 02:56
3. "Adrian I Dalastudion" - 05:17
4. "Västgötaskôj" - 01:13
5. "Balle I Dalarna" - 03:25
6. "Mora-Morakniv" - 02:30
7. "Ännu Ett Runk" - 02:32
8. "Jaqueline, Jaqueline" - 03:10
9. "Rolling Down The Highway" - 03:28
10. "Heja Ingmar" - 02:14
11. "De' Va' Ett Jävla Liv" - 02:53

### Sangtitler på dansk
- Pitten Står, Pitten Står, Pitten Flaxar Och Pitten Står - Pikken Står, Pikken Står, Pikken Basker Og Pikken Står.
- Bert Fjärt I Studion - Bert Fjært I Studiet.
- Far På Vången - Far På Engen ("Vången" er skånsk for engen).
- Vacker Folksång - Smuk Folkesang.
- Dom E' Kueksuegere - De Er Piksuttere.
- Världens Största Kuk - Verdens Største Pik.
- Tibetansk Runkarsång - Tibetansk Spillesang.
- Partikonferens - Partikonference.
- Hallå Där, Jag Protesterar! - Hej Der, Jeg Protesterer!
- Tillbaks Till Hawaii - Tilbage Til Hawaii.
- Adrian I Dalastudion - Adrian I Dalastudiet.
- Västgötaskôj - Västgötasjov.
- Balle I Dalarna - Bold I Dalarna.
- Ännu Ett Runk - Endnu Et Spill.
- De' Va' Ett Jävla Liv - Det Er Et Fandens Postyr.